# Ladislaus IV van Hongarije
Ladislaus IV van Hongarije, bijgenaamd Ladislaus of Ladislas de Koemaan (Hongaars: IV. (Kun) László, Kroatisch: Ladislav IV. Kumanac, Slowaaks: Ladislav IV. Kumánsky; 5 augustus 1262 – 10 juli 1290), was koning van Hongarije en Kroatië van 1272 tot 1290. Zijn moeder, Elizabeth, was de dochter van een hoofdman van de heidense Koemanen die zich in Hongarije hadden gevestigd. Op zevenjarige leeftijd trouwde hij met Elizabeth (of Isabella), een dochter van koning Karel I van Sicilië. Ladislaus was slechts tien jaar oud toen een opstandige heer, Joachim Gutkeled, hem kidnapte en opsloot.
Ladislaus bevond zich nog steeds in gevangenschap toen zijn vader, Stefanus V, op 6 augustus 1272 stierf. Tijdens zijn minderjarigheid vochten verschillende groeperingen van baronnen—voornamelijk de Abas, Kőszegis en Gutkeleds—tegen elkaar voor de opperste macht. Ladislaus werd in 1277 meerderjarig verklaard op een bijeenkomst van prelaten, baronnen, edelmannen en Koemanen. Hij sloot met de rooms-koning Rudolf I een bondgenootschap tegen Ottokar II van Bohemen. Zijn strijdkrachten speelden een uitzonderlijke rol in Rudolfs overwinning op Ottokar in de slag op het Marsveld op 26 augustus 1278.
Ladislaus slaagde er echter niet in om het koninklijke gezag in Hongarije te herstellen. Een pauselijke legaat, Filip, bisschop van Fermo, kwam naar Hongarije om Ladislaus te helpen zijn autoriteit te consolideren, maar de prelaat was gechoqueerd door de aanwezigheid van duizenden heidense Koemanen in Hongarije. Ladislaus beloofde dat hij hen zou dwingen een christelijke levensstijl aan te nemen, maar ze weigerden te gehoorzamen aan de eisen van de legaat. Daarop besloot Ladislaus de kant van de Koemanen te kiezen, waarop Filip van Fermo hem excommuniceerde. De Koemanen sloten de legaat op en de aanhangers van de legaat namen Ladislaus gevangen. Begin 1280 stemde Ladislaus ermee in de Koemanen te overtuigen zich over te geven aan de legaat, maar verscheidene Koemanen kozen ervoor Hongarije te verlaten.
Ladislaus vernietigde een Koemaans leger dat in 1282 Hongarije binnenviel. Hongarije wist onder zijn leiding ook een Mongools invasie in 1285 te doorstaan. Ladislaus was tegen die tijd zo onpopulair geworden dat verschillende van zijn onderdanen hem ervan beschuldigden de Mongolen te hebben aangespoord om Hongarije binnen te vallen. Nadat hij in 1286 zijn vrouw had laten opsluiten, leefde hij samen met zijn Koemaanse minnares. Gedurende de laatste jaren van zijn leven, trok hij met zijn Koemaanse bondgenoten door het land, maar hij was niet meer in staat de machtigste edelen en bisschoppen te controleren. Paus Nicolaas IV plande op te roepen tot een Kruistocht tegen hem, maar drie Koemaanse sluipmoordenaars maakten een einde aan Ladislaus' leven.

## Kindertijd (1262–1272)
Ladislaus was de oudste zoon van Stefanus V, zoon van Béla IV van Hongarije, en diens vrouw, Elizabeth de Koemaan. Elizabeth was de dochter van een hoofdman van de Koemanen die zich in Hongarije hadden gevestigd. Ze was als heiden geboren en pas kort voor haar huwelijk met Stefanus gedoopt. Ladislaus werd geboren onder het sterrenbeeld van Mars in 1262, volgens Simon of Kéza, die zijn kapelaan was in de jaren 1270.
De conflicten tussen Ladislaus' vader en grootvader zouden in 1264 uitlopen in een burgeroorlog. De troepen van Béla IV, die onder aanvoering van Ladislaus' tante, Anna, stonden, namen het kasteel van Sárospatak in, waar Ladislaus en zijn moeder verbleven, en sloten hen op. Ladislaus werd aanvankelijk gevangen gehouden in het kasteel Turóc, maar werd twee maanden later naar hey hof van Boleslaw de Kuise, hertog van Krakau, gestuurd, die een schoonzoon van Béla IV was. Nadat zijn grootvader en vader in maart 1265 vrede hadden gesloten, werd Ladislaus vrijgelaten en keerde hij terug naar zijn vader.
Ladislaus' vader sloot een bondgenootschap met Karel I, koning van Sicilië, in september 1269. In het verdrag werd ook overeengekomen dat Elizabeth, de vier jaar oude dochter van Karel I, zou worden verloofd met de toen zeven jaar oude Ladislaus. Het huwelijk vond plaats in 1270.
Béla IV overleed op 3 Mei 1270 en Ladislaus' vader werd twee weken later tot koning gekroond; de nieuwe koning slaagde er echter niet in zijn heerschappij te vestigen. De naaste adviseurs van Béla IV — hertogin Anna en de voormalige paltsgraaf van Béla IV, Hendrik Kőszegi — vluchtten weg uit Hongarije en zochten de hulp van Anna's schoonzoon, koning Ottokar II van Bohemen. De nieuw benoemde Ban van Slavonië, Joachim Gutkeled, keerde zich ook tegen Stefanus V en ontvoerde Ladislaus in de zomer van 1272. Gutkeled hield Ladislaus gevangen in het fort van Koprivnica in Slavonië. Historicus Pál Engel suggereert dat Joachim Gutkeled van plan was Stefanus V te dwingen om Hongarije op te delen tussen hemzelf en Ladislaus. Stefanus V belegerde Koprivnica, maar kon het niet innemen. Stefanus werd ernstig ziek en overleed op 6 augustus.

## Regering

### Minderjarigheid (1272–1277)
Zodra het nieuws over het heengaan van Stefanus V de oren van Joachim Gutkeled had bereikt, reisde deze af naar Székesfehérvár, want hij wilde de kroning van de kind-koning regelen. Ladislaus' moeder sloot zich nu bij hem aan, hetgeen de aanhangers van Stefanus V razend maakte en dezen beschuldigden ervan tegen haar echtgenoot te hebben samengezworen. Egyed Monoszló, de schatmeester van Stefanus V, belegerde haar paleis in Székesfehérvár, maar de aanhangers van Gutkeled verdreven hem. Monoszló vluchtte daarop naar Pressburg (het huidige Bratislava in Slovakije); hij nam de stad in en stond haar af aan Ottokar II van Bohemen.

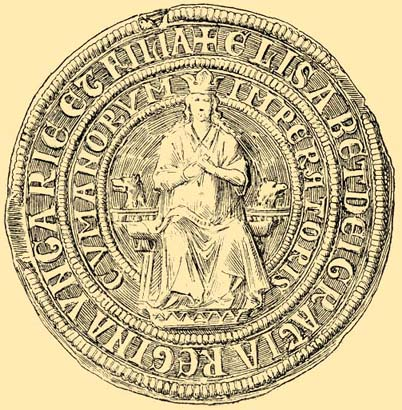
Zegel van Ladislaus' moeder, Elizabeth van Koemanië.

Aartsbisschop Filip van Esztergom kroonde in Székesfehérvár rond 3 september Ladislaus tot koning. De tien jaar oude Ladislaus regeerde in theorie onder het regentschap van zijn moeder, maar in feite bestuurden partijen van de baronnen het koninkrijk. In november van dat jaar keerde Hendrik Kőszegi terug uit Bohemen en vermoorde Ladislaus' neef, Béla van Macsó. Hertog Béla's uitgestrekte domeinen, die waren langs de zuidelijke grenzen gelegen, werden onder Hendrik Kőszegi en zijn aanhangers verdeeld. In een vergelding voor de Hongaarse invallen in Oostenrijk en Moravië, vielen Oostenrijkse en Moravische troepen in april 1273 de grensgebieden van Hongarije binnen. Ze namen Győr en Szombathely in en plunderden de westelijke provincies. Joachim Gutkeled zou twee maanden later de twee forten heroveren, maar Ottokar II van Bohemen viel in de herfst Hongarije binnen en nam vele forten in, met inbegrip van Győr en Sopron.
Peter Csák en zijn bondgenoten verdreven Joachim Gutkeled en Hendrik Kőszegi van de macht, maar Gutkeled en Kőszegi namen in juni 1274 Ladislaus en zijn moeder gevangen. Hoewel Peter Csák de koning en zijn moeder wist te bevrijden, wisten Gutkeled en Kőszegi Ladislaus' jongere broer, Andreas, gevangen te nemen en met hen mee te voeren naar Slavonië. Ze eisten in naam van Andreas Slavonië op, maar Peter Csák versloeg eind september hun verenigde strijdkrachten bij Polgárdi. Kőszegi sneuvelde in deze slag. Peter Csák begon vervolgens een veldtocht tegen Kőszegi's zoon en Ladislaus vergezelde hem hierbij. Op het eind van het jaar 1274, sloten Rudolf I, de nieuwe rooms-koning, en Ladislaus een alliantie af tegen Ottokar II van Bohemen.
Ladislaus liep een niet nader benoemde ernstige ziekte op, maar zou ervan herstellen. Hij schreef zijn herstel toe aan een mirakel door zijn overleden vrome tante, Margaretha, en benaderde de Heilige Stoel om haar canonisatie te promoten in 1275. Datzelfde jaar brak er een nieuwe burgeroorlog uit tussen Joachim Gutkeled en Peter Csák. Ladislaus nam deel aan Csáks militaire expeditie tegen de Kőszegis, die aanhangers van Gutkeled waren. Gutkeled en zijn aanhangers verwijderden hun tegenstanders van de macht op een vergadering van baronnen en edellieden te Boeda rond 21 juni 1276.
Gebruikmakend van de oorlog tussen Rudolf I en Ottokar II, deed Ladislaus in de herfst een inval in Oostenrijk. Sopron aanvaarde kort daarop Ladislaus' opperleenheerschap en Ottokar II beloofde alle steden die hij in West-Hongarije bezette terug af te staan. In 1277 braken echter nieuwe gewapende conflicten uit in Hongarije: de Zevenburger Saksen veroverden en verwoestten Gyulafehérvár (huidige Alba Iulia in Roemenië), de zetel van de bisschop van Transsylvanië, en de Babonići in Slavonië kwamen in opstand.

### Eerste jaren van zijn meerderjarigheid (1277–1278)

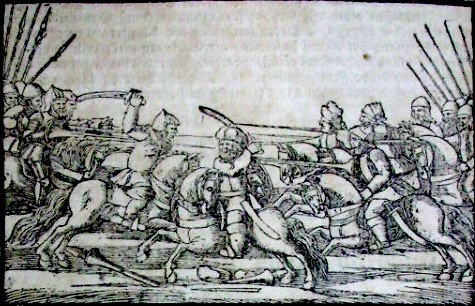
De slag op het Marsveld (26 augustus 1278).

Joachim Gutkeled overleed in april 1277 in de strijd tegen de Babonići. Een maand later zou een vergadering van prelaten, baronnen, edelen en Koemanen Ladislaus meerderjarig verklaarden. De Staten gaven de vijftienjarige monarch de autoriteit om met alle mogelijke middelen de binnenlandse vrede te herstellen. Ladislaus viel vervolgens de domeinen van de Kőszegis in Transdanubië, maar kon hen niet verslaan. Hij ontmoette Rudolf I op 11 november in Hainburg an der Donau om hun bondgenootschap tegen Ottokar II van Bohemen te bevestigen.
Nadat het koninklijke leger het fort van  de opstandige Nicolaas Geregye te Adorján (nu Adrian in Roemenië) had veroverd, hield Ladislaus in de vroege zomer van 1278 een "algemene vergadering" voor de zeven graafschappen langs de rivier de Tisza. De vergadering veroordeelde de twee opstandige lokale edelen tot de dood. In Transdanubië probeerde Ivan Kőszegi om een neef van Ladislaus' vader, Andreas de Venetiaanse, tegen Ladislaus uit te spelen. Andreas eiste Slavonië voor zichzelf op, maar keerde zonder succes terug naar Venetië.
Ladislaus verenigde krachten met Rudolf I om een veldtocht te voeren tegen Ottokar II. Ladislaus' troepen speelden een beslissende rol in Rudolfs overwinning in de slag op het Marsveld (26 augustus). Ottokar zou de dood vinden op het slagveld. Na de slag zou de rooms-koning Rudolf I Ladislaus "dankbaarheid betuigen, verkondigend dat door zijn hulp heel Oostenrijk en Stiermarken was teruggegeven aan hem", aldus Ladislaus's kroniekschrijver, Simon van Kéza.

### De Koemaanse vraag (1278–1285)

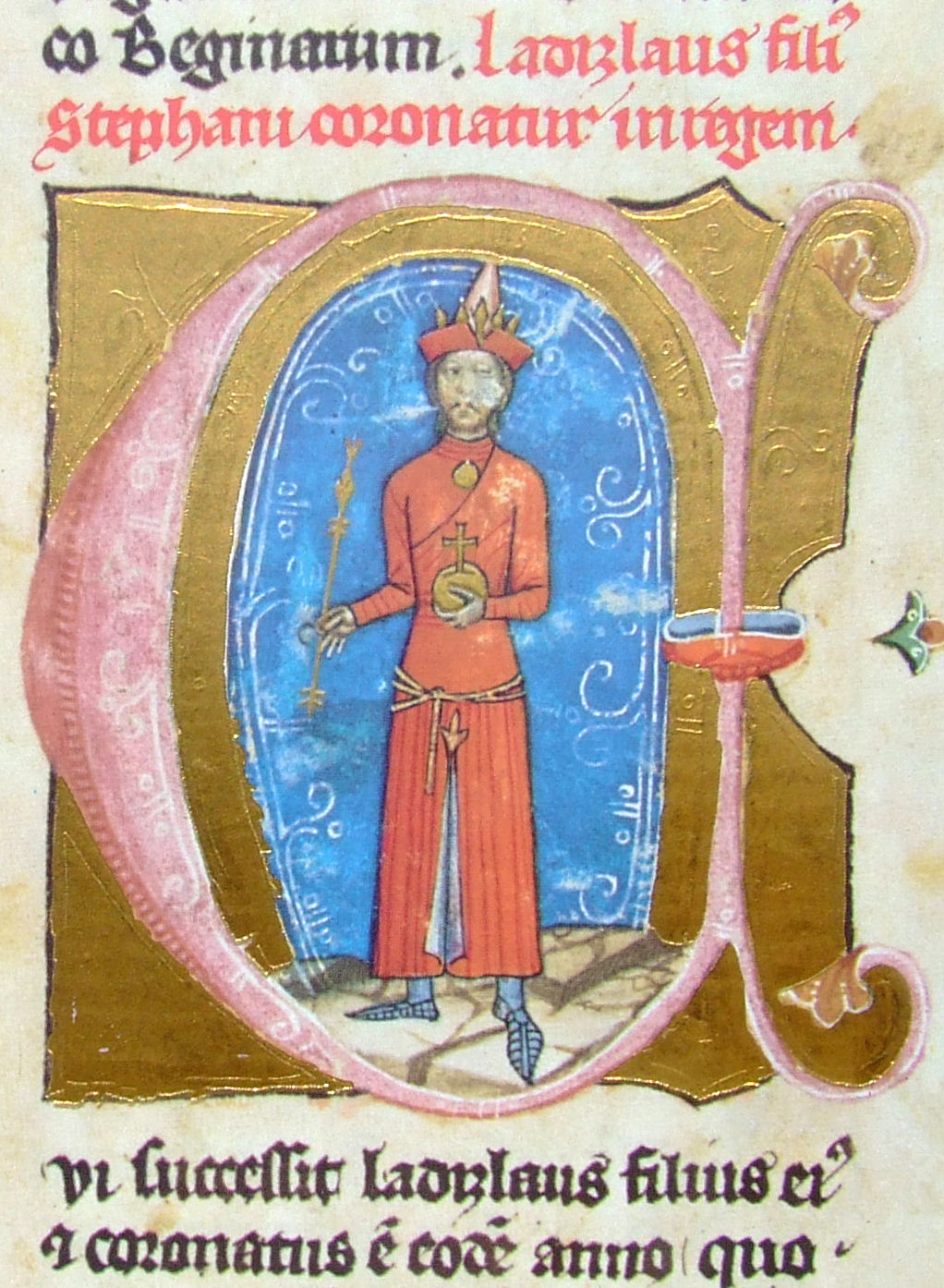
Ladislaus afgebeeld in een door de Koemanen verkozen dos (uit de Chronicon Pictum).

Paus Nicolaas III zond op 22 september 1278 Filip, bisschop van Fermo, naar Hongarije om Ladislaus te helpen de koninklijke macht te herstellen. De pauselijke legaat arriveerde begin 1279 in Hongarije. Met de bemiddeling van de legaat, wist Ladislaus een vredesverdrag af te sluiten met de Kőszegis. Bisschop Filip realiseerde zich echter snel dat de meest Koemanen in Hongarije nog steeds heidenen waren. Hij wist van de Koemaanse hoofdmannen een ceremonieuze belofte te krijgen dat ze hun heidense gewoontes zouden opgeven, en overtuigde de jonge koning Ladislaus om een eed te zweren dat hij erop zou toezien dat de Koemaanse hoofdmannen zich aan hun belofte hielden. Een in Tétény gehouden bijeenkomst keurde wetten goed, die, in overeenstemming met de eisen van de legaat, voorschreven dat de Koemanen hun tenten zouden verlaten en zouden gaan wonen "in huizen verbonden aan de grond". De Koemanen gehoorzaamden echter niet aan deze wetten en Ladislaus, zelf half-Koemaan, slaagde er niet in hen af te dwingen. In vergelding zou bisschop Filip hem excommuniceren en Hongarije onder een interdict plaatsen in oktober. Ladislaus sloot zich aan bij de Koemanen en deed een verzoek bij de Heilige Zetel, maar de paus weigerde hem absolutie te geven.
Begin januari 1280 grepen de Koemanen, op Ladislaus' bevel, Filip van en sloten hem op. Finta Aba, woiwode van Transylvanië nam echter Ladislaus gevangen en overhandigde hem aan Roland Borsa. In minder dan twee maanden tijd werden zowel de legaat als de koning vrijgelaten en Ladislaus legde een nieuwe eed af om de wetten bij de Koemanen af te dwingen. Verscheidene Koemanen besloten echter Hongarije te verlaten in plaats van te gehoorzamen aan de eisen van de legaat. Ladislaus volgde de voortrekkende Koemanen tot in Szalánkemén (huidige Stari Slankamen in Servië maar kon hen niet verhinderen de grens over te steken.
Ladislaus begon een veldtocht tegen Finta Aba en nam diens kastelen in in de zomer van 1281. Volgens de Oostenrijkse Rijmkroniek, verliet bisschop Filip van Fermo rond deze tijd Hongarije en zou gezegd hebben dat hij er nooit zou weerkeren, zelfs "niet in het belang van de Heilige Vader". Een Koemaans leger viel in 1282 het zuiden van Hongarije binnen. Het Chronicon Pictum schrijft dat Ladislaus, "net zoals de dappere Jozua, uittrok tegen" de Koemanen "om te vechten voor zijn volk en zijn rijk." Hij overwonnen het binnenvallende leger bij het meer Hód, in de buurt van Hódmezővásárhely.
Eind 1282 legde Ladislaus het beleg voor Borostyánkő (huidige Bernstein im Burgenland in Oostenrijk), dat in handen was van de Kőszegis. De Kőszegis boden weerstand en dwongen begin 1283 de koning het beleg op te heffen. Ladislaus zou zich zelfs verzoenen met Ivan Kőszegi en hem voor 6 juli aanduiden als paltsgraaf. Ladislaus verliet zijn vrouw, Isabella, en vestigde zich onder de Koemanen tegen het eind van dat jaar.

### Laatste jaren (1285–1290)
De Mongolen van de Gouden Horde vielen in januari 1285 onder het bevel van de Kans Talaboega en Nogai Hongarije binnen. Volgens het Chronicon Pictum verspreiden ze "een verschrikkelijke verwoesting van vuur doorheen heel het land" ten oosten van de Donau. Lokale strijdmachten boden op verscheidene plaatsen weerstand aan de invallers, waaronder onder andere te Regéc. De invasie duurde twee maanden, waarna de Mongolen zich terugtrokken.
Ladislaus' favoritisme tegenover de Koemanen maakte hem zo onpopulair dat verscheidene van zijn onderdanen hem ervan beschuldigden de Mongolen te hebben aangespoord Hongarije binnen te vallen. Feit was wel dat Ladislaus Mongoolse krijgsgevangenen, bekend als nyögérs, had ingezet toen hij in september 1285 een opstand in de Szepesség neersloeg. De koning verkoos de Koemaanse levenswijze, inclusief hun klederdracht en haarstijl, en nam Koemaanse vrouwen als zijn minnaressen. Volgens Lodomer, aartsbisschop van Esztergom, zou Ladislaus met zijn favoriete concubine, Aydua—die door de aartsbisschop werd omschreven als een "giftige adder"—in het publiek hebben gecopuleerd.

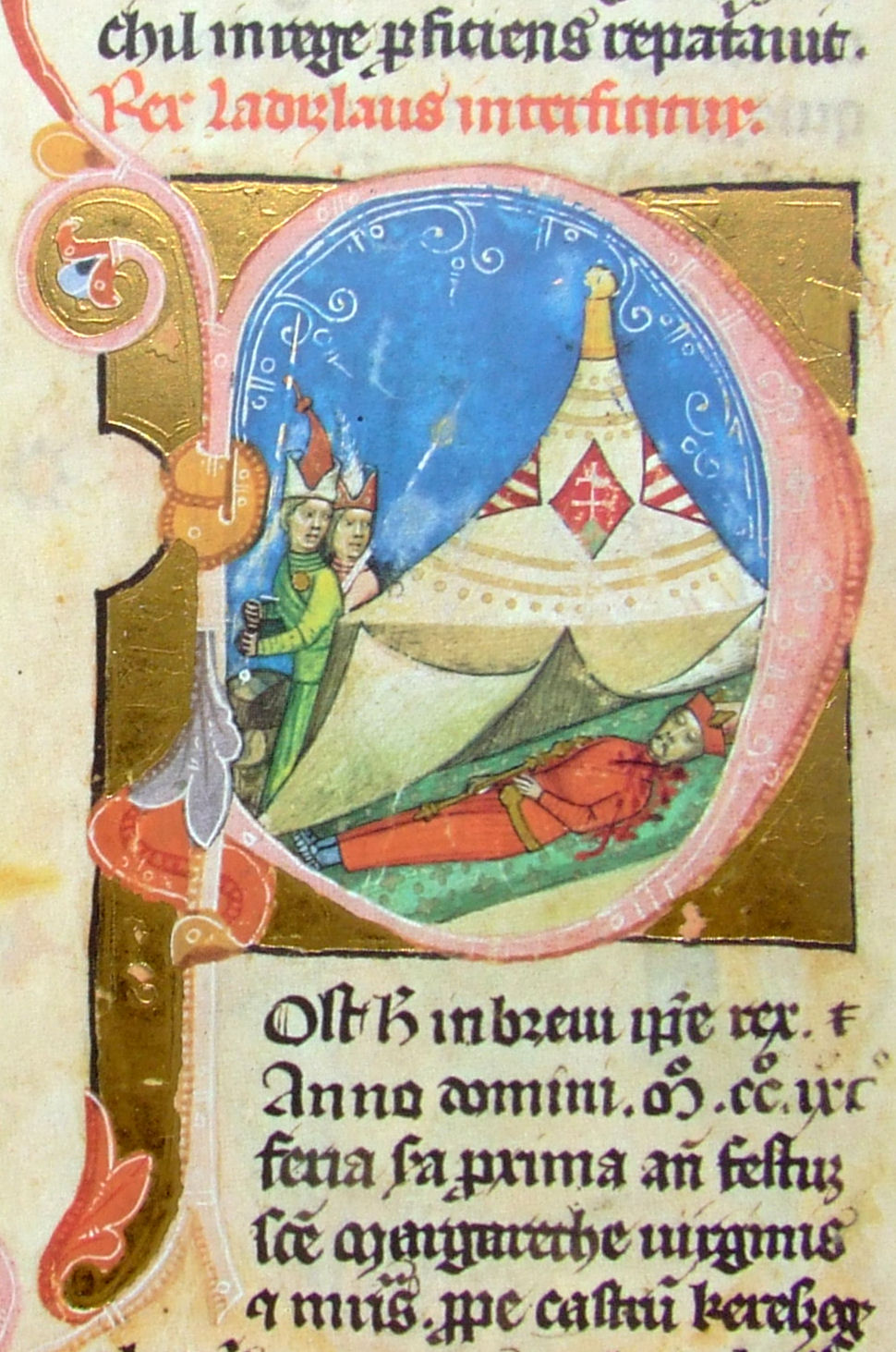
Koemaanse sluipmoordenaars doodden Ladislaus in Körösszeg (Cheresig, Roemenië) op 10 juli 1290.

In september 1286 liet Ladislaus zijn vrouw opsluiten en schonk al haar inkomsten aan zijn minnares. Aartsbisschop Lodomer bevrijdde koningin Isabella de volgende september. De aartsbisschop riep de prelaten, baronnen en edelmannen bijeen voor een bijeenkomst in Boeda en excommuniceerde Ladislaus. In antwoord hierop zou de woedende koning, aldus aartsbisschop Lodomer, hebben gezegd: "beginnend met de aartsbisschop van Esztergom en zijn suffraganen, zal ik het hele zootje tot in Rome uitroeien met de hulp van Tartaarse zwaarden".
De baronnen namen in januari 1288 Ladislaus in de Szepesség gevangen. Hoewel zijn aanhangers hem kort daarop wisten te bevrijden, stemde hij in met een overstemming met aartsbisschop Lodomer. De aartsbisschop schonk Ladislaus absolutie op voorwaarde dat de koning zou leven in overeenstemming met de christelijke zeden. Ladislaus brak echter zijn belofte. Hij ontvoerde zijn zus, Elizabeth, priores van het Dominicaanse klooster van de Heilige Maagd op Konijneneiland, en huwelijkte haar uit aan de Tsjechische aristocraat, Zavis van Falkenstein. Volgens aartsbisschop Lodomer, zou Ladislaus zelfs hebben gezegd dat "als ik vijftien of meer zussen had in evenveel kloostergemeenschappen als je zou willen, zou ik ze vandaar wegrukken om hen geoorloofd of ongeoorloofd uit te huwelijken; teneinde door hen een familiegroep te verkrijgen die me met al hun kracht zouden ondersteunen in het vervullen van mijn wil".
Ladislaus bracht de laatste jaren van zijn leven door met rondtrekken van de ene naar de andere plaats. Het centrale bestuur van Hongarije verloor haar macht, sinds de prelaten en baronnen het koninkrijk regeerden onafhankelijk van de monarch. Zo voerden bijvoorbeeld Ivan Kőszegi en zijn broers oorlogen tegen Albrecht I, hertog van Oostenrijk, maar Ladislaus greep niet in, hoewel de Oostenrijkers minstens 30 forten langsheen de westelijke grens innamen.
De Kőszegis boden de kroon opnieuw aan aan Andreas de Venetiaan, die begin 1290 aankwam in Hongarije. Een van hun tegenstanders, Arnold Hahót, nam de troonpretendent echter gevangen en droeg hem over aan hertog Albrecht. Ladislaus stelde Mizse, die zich recent had bekeerd van de islam naar het christendom, aan als paltsgraaf. Paus Nicolaas IV was zelfs van plan om tot een kruistocht tegen Ladislaus op te roepen. Ladislaus, die altijd partijdig was geweest tegenover zijn Koemaanse onderdanen, werd echter op 10 juli 1290 door drie Koemanen, genaamd Árbóc, Törtel en Kemence, vermoord in het kasteel van Körösszeg (het huidige Cheresig in Roemenië). Mizse en de Koemaan Nicolaas, die de broer was van Ladislaus' Koemaanse minnares, namen wraak voor zijn dood en zouden de moordenaars afslachten.
Op bevel van paus Nicolaas IV werd een onderzoek ingesteld om uit te vinden "of de koning stierf als een katholieke christen". De resultaten van het onderzoek zijn niet bekend, maar het Chronicon Budense schrijft dat Ladislaus werd begraven in de kathedraal van Csanád (het huidige Cenad in Roemenië). Zijn opvolger, Andreas de Venetiaan, en paus Benedictus VIII herinnerden zich Ladislaus als zijnde "van vermaarde herinnering".

## Voorouders[79]
|  |                               |  |  |  |  |  |  |  |  |  |  |  |  |  |  |  |
|  | 16. Béla III van Hongarije    |  |  |  |  |  |  |  |  |  |  |  |  |  |  |  |
|  |                               |  |  |  |  |  |  |  |  |  |  |  |  |  |  |  |
|  |                               |  |  |  |  |  |  |  |  |  |  |  |  |  |  |  |
|  | 8. Andreas II van Hongarije   |  |  |  |  |  |  |  |  |  |  |  |  |  |  |  |
|  |                               |  |  |  |  |  |  |  |  |  |  |  |  |  |  |  |
|  |                               |  |  |  |  |  |  |  |  |  |  |  |  |  |  |  |
|  | 17. Agnes van Antiochië       |  |  |  |  |  |  |  |  |  |  |  |  |  |  |  |
|  |                               |  |  |  |  |  |  |  |  |  |  |  |  |  |  |  |
|  |                               |  |  |  |  |  |  |  |  |  |  |  |  |  |  |  |
|  | 4. Béla IV van Hongarije      |  |  |  |  |  |  |  |  |  |  |  |  |  |  |  |
|  |                               |  |  |  |  |  |  |  |  |  |  |  |  |  |  |  |
|  |                               |  |  |  |  |  |  |  |  |  |  |  |  |  |  |  |
|  | 18. Berthold IV van Meranië   |  |  |  |  |  |  |  |  |  |  |  |  |  |  |  |
|  |                               |  |  |  |  |  |  |  |  |  |  |  |  |  |  |  |
|  |                               |  |  |  |  |  |  |  |  |  |  |  |  |  |  |  |
|  | 9. Gertrudis van Meranië      |  |  |  |  |  |  |  |  |  |  |  |  |  |  |  |
|  |                               |  |  |  |  |  |  |  |  |  |  |  |  |  |  |  |
|  |                               |  |  |  |  |  |  |  |  |  |  |  |  |  |  |  |
|  | 2. Stefanus V van Hongarije   |  |  |  |  |  |  |  |  |  |  |  |  |  |  |  |
|  |                               |  |  |  |  |  |  |  |  |  |  |  |  |  |  |  |
|  |                               |  |  |  |  |  |  |  |  |  |  |  |  |  |  |  |
|  | 10. Theodoros I Laskaris      |  |  |  |  |  |  |  |  |  |  |  |  |  |  |  |
|  |                               |  |  |  |  |  |  |  |  |  |  |  |  |  |  |  |
|  |                               |  |  |  |  |  |  |  |  |  |  |  |  |  |  |  |
|  | 5. Maria Laskarina            |  |  |  |  |  |  |  |  |  |  |  |  |  |  |  |
|  |                               |  |  |  |  |  |  |  |  |  |  |  |  |  |  |  |
|  |                               |  |  |  |  |  |  |  |  |  |  |  |  |  |  |  |
|  | 22. Alexios III Angelos       |  |  |  |  |  |  |  |  |  |  |  |  |  |  |  |
|  |                               |  |  |  |  |  |  |  |  |  |  |  |  |  |  |  |
|  |                               |  |  |  |  |  |  |  |  |  |  |  |  |  |  |  |
|  | 11. Anna Komnene Angelina     |  |  |  |  |  |  |  |  |  |  |  |  |  |  |  |
|  |                               |  |  |  |  |  |  |  |  |  |  |  |  |  |  |  |
|  |                               |  |  |  |  |  |  |  |  |  |  |  |  |  |  |  |
|  | 23. Euphrosyne                |  |  |  |  |  |  |  |  |  |  |  |  |  |  |  |
|  |                               |  |  |  |  |  |  |  |  |  |  |  |  |  |  |  |
|  |                               |  |  |  |  |  |  |  |  |  |  |  |  |  |  |  |
|  | 1. Ladislaus IV van Hongarije |  |  |  |  |  |  |  |  |  |  |  |  |  |  |  |
|  |                               |  |  |  |  |  |  |  |  |  |  |  |  |  |  |  |
|  |                               |  |  |  |  |  |  |  |  |  |  |  |  |  |  |  |
|  | 6. Seyhan, Koemaanse hoofdman |  |  |  |  |  |  |  |  |  |  |  |  |  |  |  |
|  |                               |  |  |  |  |  |  |  |  |  |  |  |  |  |  |  |
|  |                               |  |  |  |  |  |  |  |  |  |  |  |  |  |  |  |
|  | 3. Elizabeth van Koemanië     |  |  |  |  |  |  |  |  |  |  |  |  |  |  |  |
|  |                               |  |  |  |  |  |  |  |  |  |  |  |  |  |  |  |
|  |                               |  |  |  |  |  |  |  |  |  |  |  |  |  |  |  |

### Primaire bronnen
- Simon van Kéza, Gesta Hungarorum. The Deeds of the Hungarians, edd. tradd. L. Veszprémy - F. Schaer - stud. J. Szűcs, Boedapest, 1999. ISBN 9639116319
- The Hungarian Illuminated Chronicle: Chronica de Gestis Hungarorum, ed. D. Dercsényi, New York, 1970. ISBN 0800840151

### Secundaire bronnen
- A. Bárány, The Expansion of the Kingdom of Hungary in the Middle Ages (1000–1490), in N. Berend (ed.), The Expansion of Central Europe in the Middle Ages, Farnham - e.a., 2012, pp. 333–380. ISBN 9781409422457
- (en)  J. Bartl - V. Čičaj - M. Kohútova - R. Letz - V. Segeš - D. Škvarna (edd.), Slovak History: Chronology & Lexicon, Wauconda, 2002. ISBN 0865164444
- (en)  N. Berend, At the Gate of Christendom: Jews, Muslims and 'Pagans' in Medieval Hungary, c. 1000–c. 1300, Cambridge - New York - e.a., 2001. ISBN 9780521027205
- (en)  P. Engel, The Realm of St Stephen: A History of Medieval Hungary, 895–1526, Londen - New York, 2001. ISBN 1860640613
- (hu)  G. Érszegi - L. Solymosi, Az Árpádok királysága, 1000–1301, in L. Solymosi (ed.), Magyarország történeti kronológiája, I: a kezdetektől 1526-ig, Boedapest, 1981, pp. 79–187. ISBN 9630526611
- (en)  J.V.A. Fine, The Late Medieval Balkans: A Critical Survey from the Late Twelfth Century to the Ottoman Conquest, Ann Arbor, 1994. ISBN 0472082604
- (de)  G. Györffy, art. Ladislaus IV., in M. Bernath - F. von Schroeder (edd.), Biographisches Lexikon zur Geschichte Südosteuropas, III, München, 1979, pp. 3-4.
- (en)  G. Klaniczay, Holy Rulers and Blessed Princes: Dynastic Cults in Medieval Central Europe, Cambridge - New York - e.a., 2002. ISBN 0521420180
- (en)  L. Kontler, Millennium in Central Europe: A History of Hungary, Boedapest, 1999. ISBN 9639165379
- (hu)  G. Kristó, art. IV. (Kun) László, in G. Kristó - P. Engel - F. Makk (edd.), Korai magyar történeti lexikon (9–14. század), Boekarest, 1994, p. 396. ISBN 9630567229
- (hu)  G. Kristó - F. Makk, Az Árpád-ház uralkodói, Boedapest, 1996. ISBN 9637930973
- (hu)  G. Kristó, Háborúk és hadviselés az Árpádok korában, Szeged, 2003. ISBN 9639441872
- (hu)  F. Makk, art. Mária 2., in G. Kristó - P. Engel - F. Makk (edd.), Korai magyar történeti lexikon (9–14. század), Boekarest, 1994, p. 444. ISBN 9630567229
- (en)  T. Sălăgean, Regnum Transilvanum. The assertion of the Congregational Regime, in I.-A. Pop - T. Nägler (edd.), The History of Transylvania, I, Cluj-Napoca, 2005, pp. 233–246. ISBN 9737784006
- (de)  L. Solymosi, art. Ladislaus IV., König von Ungarn (1272-1290), in Lexikon des Mittelalters V (1991), col. 1611.
- (en)  J. Žemlička, The Realm of Přemysl Ottokar II and Wenceslas II, in J. Pánek - O. Tůma (edd.), A History of the Czech Lands, Praag, 2011, pp. 106–116. ISBN 9788024616452
- (hu)  A. Zsoldos, Családi ügy: IV. Béla és István ifjabb király viszálya az 1260-as években, Boedapest, 2007. ISBN 9789639627154